# London Baroque
London Baroque ist ein seit 1978 bestehendes Ensemble für alte Musik, das zu den renommiertesten Ensembles im Bereich der historischen Aufführungspraxis barocker Kammermusik gehört.

## Geschichte und Wirksamkeit
Das Ensemble wurde 1978 von der österreichischen Violinistin Ingrid Seifert und dem englischen Cellisten Charles Medlam zunächst als Trio gemeinsam mit dem Cembalisten John Toll gegründet. 1984 kam Richard Gwilt (Violine und Viola) als viertes ständiges Mitglied hinzu. Toll wurde 1988 durch Lars Ulrik Mortensen ersetzt, dem 1991 Richard Egarr, 1995 Terence Charlston und 2007 Stephen Devine am Cembalo folgten. Wenn London Baroque mit weiteren Solisten oder in größerer Besetzung auftritt, firmiert Charles Medlam als Dirigent.
Weitere Künstler, die zeitweise bei London Baroque mitwirkten, sind Anne Röhrig (Violine, 1983–1984) und Tim Cronen (Viola).
Die Mitglieder von London Baroque spielen auf historischen Instrumenten des 17. und 18. Jahrhunderts. Ihr Repertoire umfasst Werke aus der Zeit vom Ende des 16. Jahrhunderts bis zur Wiener Klassik, darunter auch zahlreiche Werke unbekannterer Komponisten.
Die derzeitige (2008) Besetzung ist: Ingrid Seifert (Violine), Richard Gwilt (Violine, Viola), Irmgard Schaller (Violine, Viola), Charles Medlam (Violoncello oder Bass-Viola da gamba) und Stephen Devine (Cembalo,  Orgel). Häufig spielt London Baroque auch in größerer Besetzung oder arbeitet mit anderen Solisten zusammen, besonders oft mit der Barocksopranistin Emma Kirkby. Zu nennen sind aber auch Barocktrompeter wie Michael Maisch und Niklas Eklund.
London Baroque erwarb sich rasch einen internationalen Ruf. Kritiker rühmen die Verbindung von virtuoser Technik mit großer musikalischer Vitalität und Ausdruckskraft sowie einer Perfektion des Zusammenspiels, die auf der langjährigen engen Zusammenarbeit der Musiker beruht. Seit seiner Gründung gibt das Ensemble durchschnittlich etwa 50 Konzerte pro Jahr. Neben vielen Radio- und Fernsehauftritten hat es Konzertreisen in zahlreiche europäische Länder, die USA, Kanada, Japan und Korea unternommen und ist auf vielen namhaften Festivals aufgetreten (u. a. beim Edinburgh Festival, dem Bath International Music Festival und den Salzburger Festspielen).
In den 80er und 90er Jahren veröffentlichte London Baroque mehr als 20 Schallplattenaufnahmen bei Harmonia Mundi France. Seit 2000 erscheinen ihre Aufnahmen bei dem schwedischen Label BIS Records. Für Harmonia Mundi hat London Baroque u. a. die Triosonaten von Corelli, Händel, Purcell, William Lawes, Jean-Marie Leclair und Carl Philipp Emanuel Bach, die Cembalokonzerte Wilhelm Friedemann Bachs und sämtliche Werke für Streicher von Johann Pachelbel eingespielt.

## Diskografie

### Aufnahmen bei BIS
- Handel in Italy. Solo cantatas (mit Emma Kirkby, Sopran). Juni 2008. BIS SACD-1695.
- The Trio Sonata in 17th-Century Germany (Werke von J. Vierdanck, N. a Kempis, J. Schmelzer, D. Becker, J. Rosenmüller, M. Weckmann, C. Hacquart, D. Buxtehude, J. K. Kerll, H. I. F. Biber). März 2008. BIS CD-1545
- Jean-Philippe Rameau, André Campra: Französische Kantaten. (Rameau: Les Amants trahis/Aquilon et Orithie/Thetis/Air a boire; Campra: Les Femmes). Mit Peter Harvey, Bariton, und Philippa Hyde, Sopran. März 2007. BIS CD-1495.
- The Trio Sonata in 17th-Century France (mit Werken von J.-B. Lully, J.N. Geoffroy, L. Couperin, F. Couperin, G. Le Roux, L.-N. Clérambault, M. Marais, J.-F. Rebel). April 2005. BIS CD-1465.
- Stravaganze Napoletane. Musik für Barockensemble (Werke von F. Mancini, A. Corelli, D. Sarri, A. Scarlatti, F. Barbella, D. Gallo, J. Ravencroft). August 2004. BIS CD-1395.
- The Trio Sonata in 17th-Century England (Werke von O. Gibbons, J. Coprario, W. Lawes, J. Jenkins, M. Locke, Ch. Simpson, J. Blow, H. Purcell). November 2003. BIS CD-1455.
- François Couperin: Apothéoses (L'Apothéose de Corelli, L'Apothéose de Lully, La Sultane, La Steinkerque). Juli 2003. BIS CD-1275.
- Jean-Philippe Rameau: Cembalo-Konzerte Nr. 1–5 (Pièces de clavecin en concert). Februar 2003. BIS CD-1385.
- Johann Sebastian Bach: Triosonaten Nr. 1–6 BWV 525–530 (trans. R. Gwilt). Juli 2002. BIS CD-1345.
- Henry Purcell: Fantazias/Pavan/Chacony/In nomine. Oktober 2001. BIS CD-1165.
- Georg Friedrich Händel: Sacred Cantatas (Salve Regina, O qualis de coelo sonus, Trio Sonate g-moll, Coelestis dum spirat aura, Laudate pueri (Psalm 112)) mit Emma Kirkby (Sopran). März 2001. BIS CD-1065.
- Christmas Music (J. S. Bach: Öffne dich mein ganzes Herze; Air aus Suite Nr. 3; Bereite dir, Jesu, noch itzo die Bahn; P. F. Böddecker: Natus est Jesus; A. Corelli: Concerto grosso op. 6, Nr. 8; J. Pachelbel: Canon und Gigue; A. Scarlatti: Cantata Pastorale, Cantata per la Natale) mit Emma Kirkby (Sopran). September 2000. BIS CD-1135.
- Antonio Vivaldi: Suonate da Camera a Tre op. 1. August 2000. BIS CD-1025/26.

### Aufnahmen bei Harmonia Mundi
- Wolfgang Amadeus Mozart: Kirchen-Sonaten. HMC 1901137.
- Wolfgang Amadeus Mozart: Chamber Sonatas. HMG 501137
- Henry Purcell: Triosonaten. HMX 2901438.39
- Jean-Marie Leclair: Ouvertüren und Trio-Sonate Op. 13. 1998. HMC 901646.
- Jean-Marie Leclair: Sonaten op. 4. HMC 901617.
- Johann Christian Friedrich Bach: Trio-Sonaten. HMC 901587.
- Wilhelm Friedemann Bach: Cembalo-Konzerte. HMC 901558.
- Carl Philipp Emanuel Bach: Trio-Sonaten. HMC 901511.
- William Lawes: Setts a 3, Setts a 4. HMC 901423.
- Carl Philipp Emanuel Bach: Gamben-Sonaten. HMC 901410.
- Wolfgang Amadeus Mozart: Konzerte KV 107. HMC 901395.
- Georg Friedrich Händel: Triosonaten op. 5. HMC 901389.
- Georg Friedrich Händel: Triosonaten op. 2. HMC 901379.
- Arcangelo Corelli: Trio-Sonaten / Concerto grosso g-Moll „Fatto per la notte di natale“. HMC 901342-5.
- Henry Purcell: Kammermusik (Sonatas in three and four parts, Fantasias). HMC 901327.
- John Blow: „Venus and Adonis“. HMC 901276.
- Marc-Antoine Charpentier: Musique de théâtre pour „Andromède“ H.504 et pour „Circe“ H.496, Sonate à 8 H.548, Concert pour quatre parties de violes H.545. HMC 901244. (1986)
- Johann Heinrich Schmelzer, Georg Muffat: Sonaten (Sonata V a 5, Sonata per violine e basso). HMC 901220.
- Johann Sebastian Bach: Triosonaten. HMC 901173.
- Johann Pachelbel: Sonaten, Partiten, Kanon und Gigue. 1995. LP: HMA 1951539, CD: HMC 901539.
- Johann Theile: Matthäus-Passion mit Mary Beverly (Sopran), Eva Nässen (Mezzosopran), Kurt Equiluz, Rogers Covey-Crump, John Potter (Tenor), Stephen Varcoe, Harry van der Kamp (Bass), London Baroque, Charles Medlam, Dirigent. HMA 1951159.
- Marin Marais: La Gamme. LP: HMA 1951105, CD: HMC 901105.
- Georg Friedrich Händel: Aci, Galatea e Polifemo / 3 Sonaten für Blockflöte u. B.c. mit Emma Kirkby (Sopran), Carolyn Watkinson (Alt), David Thomas (Bass), Michel Piguet (Blockflöte). LP: HMA 1901253.54, CD: HMC 901253.

### Aufnahmen bei Hyperion Records
- Jean-Joseph Cassanéa de Mondonville (1711–1772): De Profundis & Venite, Exultemus. CD: Hyperion Records, 1987